# Aiglun (Alpi dell'Alta Provenza)
Aiglun è un comune francese di 1 298 abitanti situato nel dipartimento delle Alpi dell'Alta Provenza nella regione della Provenza-Alpi-Costa Azzurra.

## Società

### Evoluzione demografica
Abitanti censiti

## Storia
Il comune, in origine Agleduno, dipendeva in epoca romana dall'oppidum Dignensis.
Dall'antichità, i Bodiontici popolavano la valle della Bléone ed erano dunque il popolo gallo che viveva nell'attuale comune di Aiglun. I Bodiontici, che furono vinti da Augusto, mentre gli altri popoli presenti sul Trofeo delle Alpi (tra il 23 a. C. e il 14 a. C.), furono annessi alla provincia delle Alpi Marittime al momento della sua creazione. La via romana che collegava Segustero (Sisteron) a Vintium (Vence) attraversava il territorio dell'attuale comune. Sono state ritrovate alcune tombe gallo-romane.

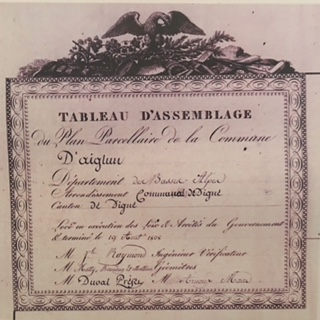
Estratto del catasto detto napoleonico del comune di Aiglun (sezione A foglio 1), archivi dipartimentali delle Alpes-de-Haute-Provence, 1808.

Nel medioevo, la comunità di Aiglun fu rilevata dal vicariato di Digne, e la sua chiesa del vescovo di Digne che percepiva i benefici connessi alla chiesa e che ne fece dono ai suoi canonici. Da parte laica, il villaggio era diviso tra molti signori, che arrivarono a un totale di 22 nel 1315. Il villaggio è un'antica piazzaforte, denominata castrum de Aglenio nel medioevo.
Le colpo di Stato in Francia del 1851, compiuto da Luigi-Napoleone Bonaparte contro la Seconda repubblica provocò una sollevazione armata nelle Basse Alpi, in difesa della Costituzione. Dopo lo scacco di quest'insurrezione, una severa repressione perseguì coloro che si erano levati in difesa della Repubblica: Aiglun partecipò al movimento e vide due suoi abitanti tradotti davanti alla commissione mista.
Nel XIX secolo, Aiglun fu uno degli ultimi comuni della regione a dotarsi di una scuola: nell'inchiesta del 1863, esso figurava tra i diciassette comuni del dipartimento (su 245) a non averne e attese le leggi Jules Ferry per istruire i bambini.
Alla fine della seconda guerra mondiale, la liberazione di Aiglun fu segnata dal passaggio di una colonna della 36ª divisione di fanteria americana, il 19 agosto 1944, proveniente da Malijai e portandosi a rinforzo di una colonna secondaria fermata a Digne-les-Bains, al fine di prendere alle spalle la guarnigione tedesca della città.

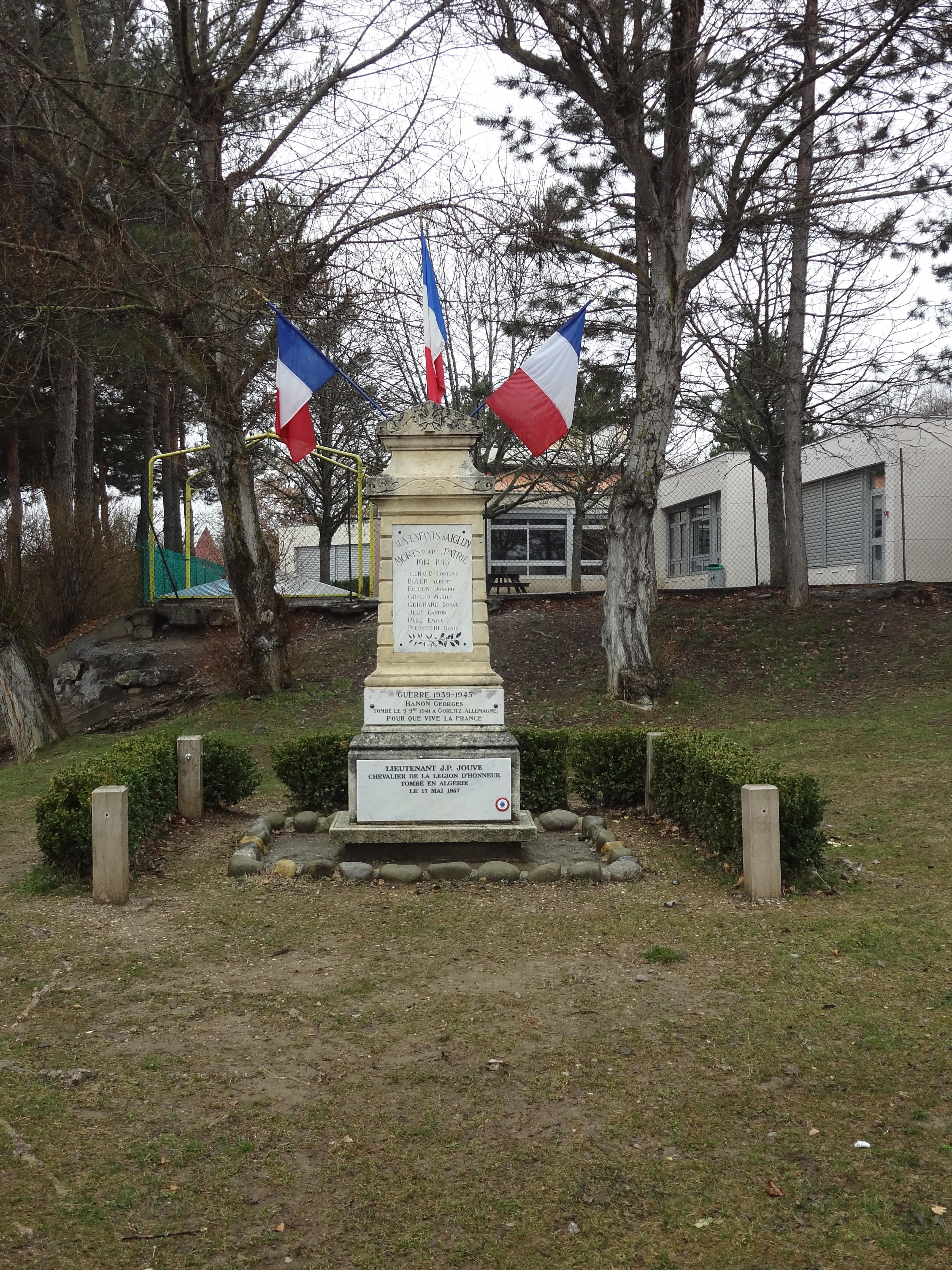
Monumento ai caduti del comune di Aiglun.

Fino alla metà del XX secolo, la vite era coltivata nel comune su una superficie di 55 ha, per il consumo locale. Une parte della produzione era venduta a Digne. Questa coltura a tutt'oggi non esiste più.